# Volo Garuda Indonesia 150
Il volo Garuda Indonesia Airways 150 era un volo interno indonesiano dall'Aeroporto di Kemayoran, Giacarta, all'aeroporto Sultan Mahmud Badaruddin II, Palembang. Il 24 settembre 1975 il volo 150 si schiantò durante l'avvicinamento a causa del maltempo e della nebbia a soli 4 chilometri da Palembang. L'incidente uccise 25 dei 61 passeggeri e membri dell'equipaggio a bordo e una persona a terra.

## L'aereo
Il Fokker F-28 Fellowship PK-GVC fu costruito nel 1971 e aveva effettuato oltre 1000 ore di volo prima dell'incidente.

## L'incidente
Il volo 150 della Garuda Indonesia Airways decollò dall'aeroporto di Kemayoran mentre effettuava un volo regionale diretto all'aeroporto Sultan Mahmud Badaruddin II con 61 occupanti tra passeggeri e membri dell'equipaggio a bordo. Meno di un'ora dopo il decollo il volo 150 ricevette l'autorizzazione dai controllori del traffico aereo all'aeroporto Sultan Mahmud Badaruddin II per iniziare l'atterraggio sulla pista 28 (ora pista 29). I flap e il carrello d'atterraggio erano abbassati mentre il Fokker si avvicinava all'aeroporto, quando la nebbia cominciò a nascondere la città e l'aeroporto. Il volo 150 entrò nella nebbia due minuti dopo. La coda dell'aereo colpì gli alberi e cadde spezzandosi in 2 parti. Non divampò alcun incendio. Morirono 25 persone a bordo e 1 persona a terra. 36 passeggeri sopravvissero allo schianto e furono portati in un ospedale locale.

## La causa
L'indagine sull'incidente determinò come causa il volo a vista in condizioni meteorologiche inferiori ai minimi standard. Il volo 150 si trovava sottovento durante l'avvicinamento in presenza di nebbia. Non è noto perché il controllore del traffico aereo non abbia detto ai piloti del volo 150 di eseguire un mancato avvicinamento o perché i piloti stessi non l'abbiano eseguito.